# Lelystad
Lelystad (anhörenⓘ) ist die Hauptstadt der niederländischen Provinz Flevoland. Lelystad hat 84.722 Einwohner (Stand: 1. Januar 2025).
Das Gemeindegebiet schließt sowohl einen Teil des IJsselmeers als auch den Großteil des Markermeers ein. Vom Festland (Polder Flevoland) aus führt der Houtribdijk (auch Markerwaarddijk), der das IJsselmeer vom Markermeer trennt, nach Enkhuizen. Auch der Deich fällt in das Gemeindegebiet von Lelystad.

## Geschichte
Lelystad wurde 1967 gegründet. Es wurde benannt nach Cornelis Lely, dem Initiator der Zuiderzeewerke. Ursprünglich geplanter Name war Flevostad.
Wie das gesamte Flevoland (außer den ehemaligen Inseln Urk und Schokland) wurde Lelystad auf einem Polder, das heißt dem Meer abgewonnenem Land, gebaut. Das Gebiet fiel erst 1957 trocken. Heute liegt Lelystad knapp fünf Meter unter dem Meeresspiegel.

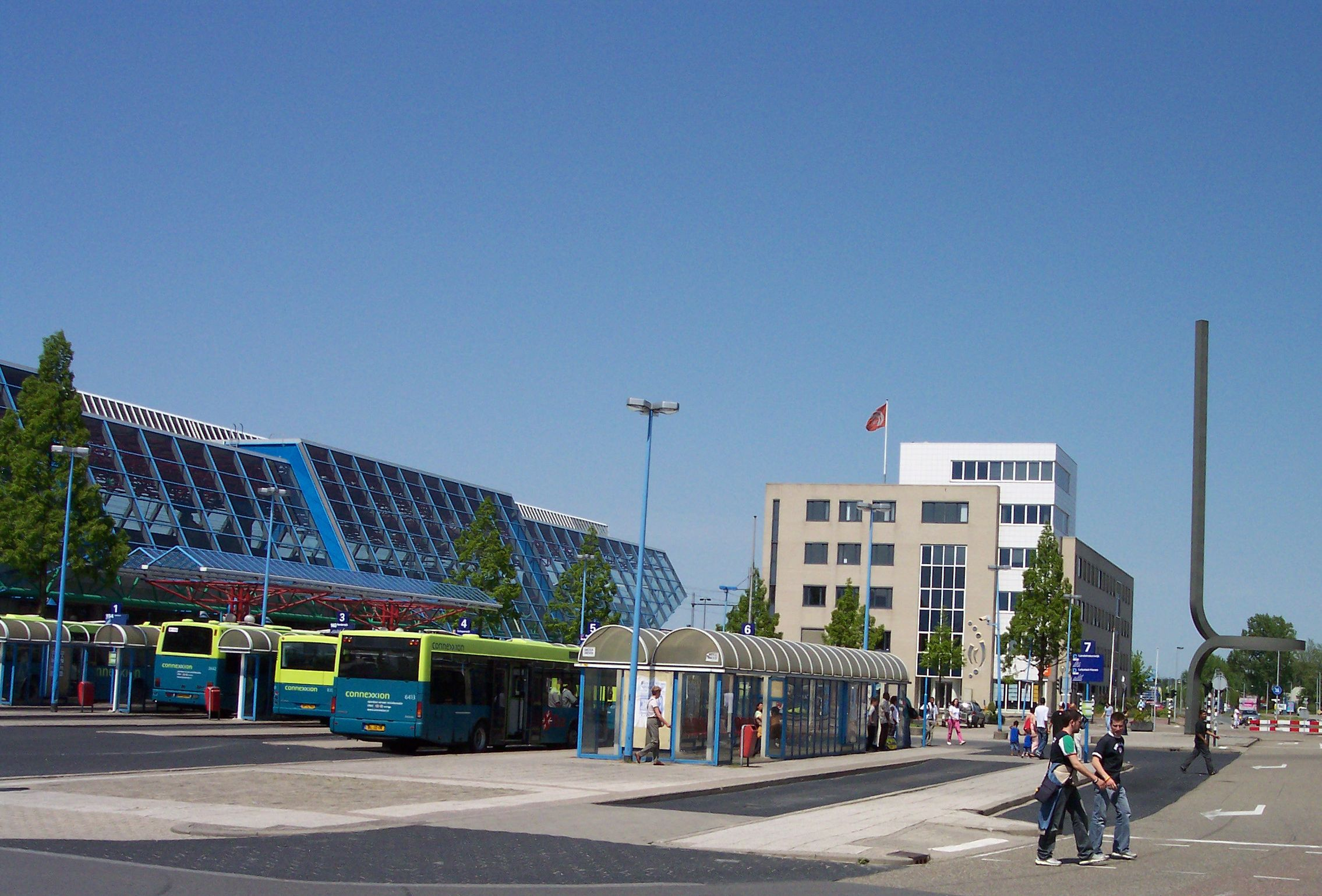
Bahnhof Lelystad Centrum

Der älteste Teil des Orts ist Lelystad-Haven, der den Bereich der Pionierinsel mit der Arbeitersiedlung umfasste, von der aus der Damm gebaut wurde und die deshalb seit dem Bau des Polders existiert.
Ursprünglich wurde Lelystad als Oberzentrum für die gesamten südlichen Polder geplant, seine isolierte Lage erschwerte diese Funktion aber von Anfang an. Ursprünglich sollte nämlich die Stadt im Zentrum des Gebietes, bestehend aus Markerwaard, Südflevoland, Ostflevoland und Noordoostpolder, liegen. Als der südliche Teil des Polders Flevoland trocken fiel, entstand Almere. Ihm kam als Entlastungsort die Nähe zur Randstad zugute und es wuchs rascher als diese Metropolregion.
Auch Lelystad wurde nach der Zahl der Einwohner von Almere überflügelt, da der Markerwaard, der ursprünglich geplante Polder im Markermeer nicht gebaut wurde. Damit fehlte Lelystad der Anschluss nach Westen über die Region Marken und seine isolierte Lage blieb dauerhaft bestehen. Die Stadt ist aber weiterhin Oberzentrum und Verwaltungssitz der Provinz Flevoland.

## Wappen
Auf dem goldenen und mit einem schwarzen Bienenwabenmuster durchsetzten Wappenschild, in den zentral ein blauer Schild mit silberner Lilie eingelassen ist, ruht eine goldene Krone. Er wird von zwei goldenen rot bewehrten und gezungten und mit rotem Schwanzkamm und ebenso gefärbter Flosse gezierten und silbern fischgeschwänzten Löwen gehalten.

## Sehenswürdigkeiten
Lelystad war bis 2016 mit einem 140 m langem Gebäude Sitz des Nederlands Instituut voor Scheeps- en onderwater Archeologie (NISA) (Niederländisches Institut für Schiffs- und Unterwasserarchäologie), das dem Rijksdienst voor het Cultureel Erfgoed (RCE) (Reichsdienst für das Kulturelle Erbgut) angegliedert ist. Hier wurden unter anderem die Schiffsfunde von Zwammerdam konserviert. Inzwischen wurde das Institut an die Stichting Erfgoed Batavialand („Erbgutstiftung Batavialand“) übertragen, die ebenfalls in Amersfoort ansässig ist.
- Arkmuseum (Archenmuseum) am Bataviahaven.
- Aviodrome, das Luftfahrtmuseum mit der letzten flugfähigen Douglas DC-2 der Welt befindet sich auf dem Flughafen von Lelystad.
- Batavialand: Im Außenbereich hat es eine Werft, in der das VOC-Schiff Batavia nachgebaut wurde. Es kann am Anleger besichtigt werden. Im Museum können maritime Ausstellungen betrachtet werden.
- Batavia Stad Fashion Outlet[5]
- Oostvaardersplassen, das Naturschutzgebiet schließt sich im Südwesten an die städtischen Bebauung an.

Vom Hafen ist die Skulptur und Landmarke „De Hurkende Man“ zu sehen. Die 25 Meter hohe Stahlskulptur wurde 2010 vom Künstler Antony Gormley geschaffen und hat ein Gesamtgewicht von 44000 kg.

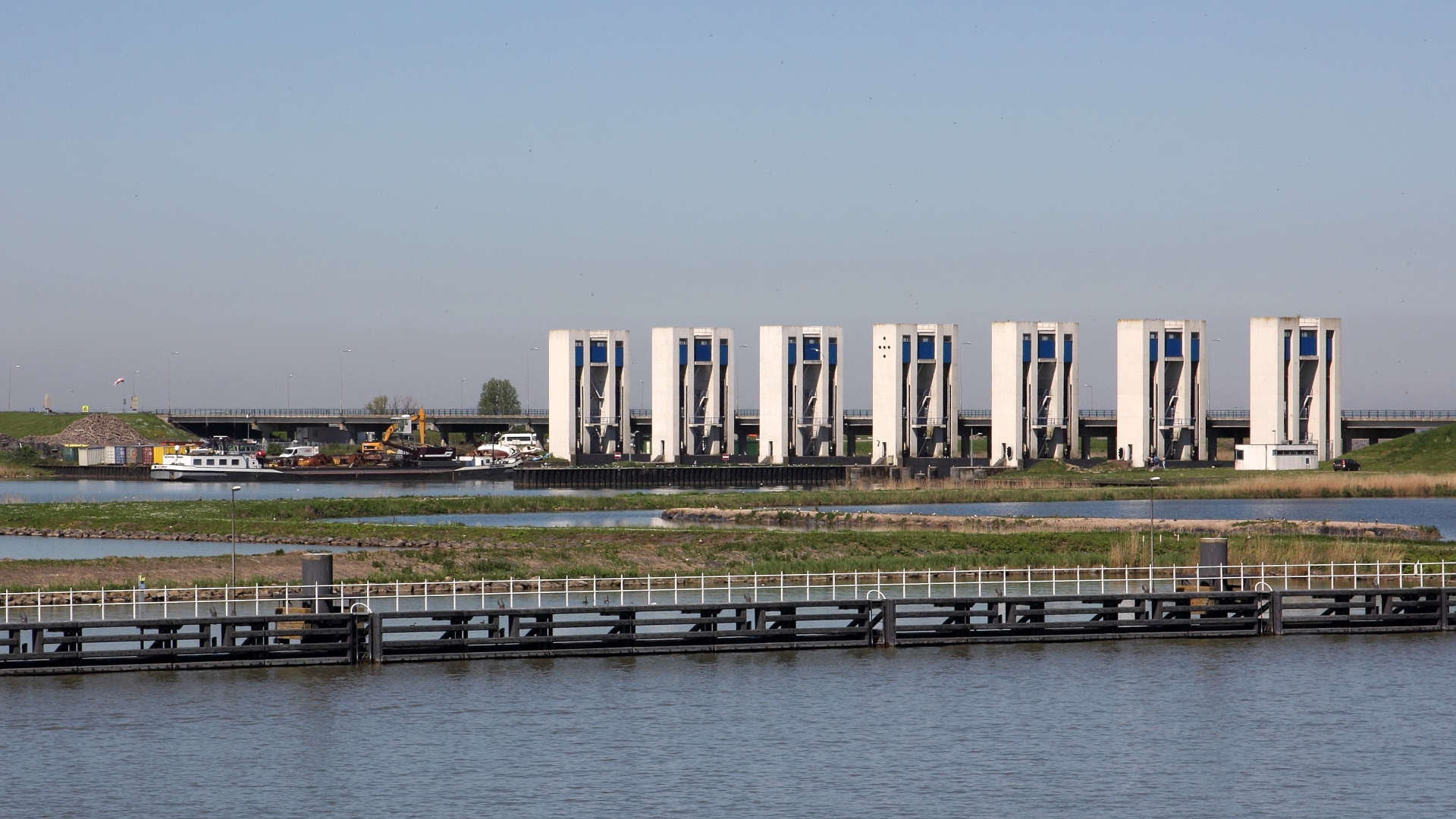
Houtribschleusen bei Lelystad
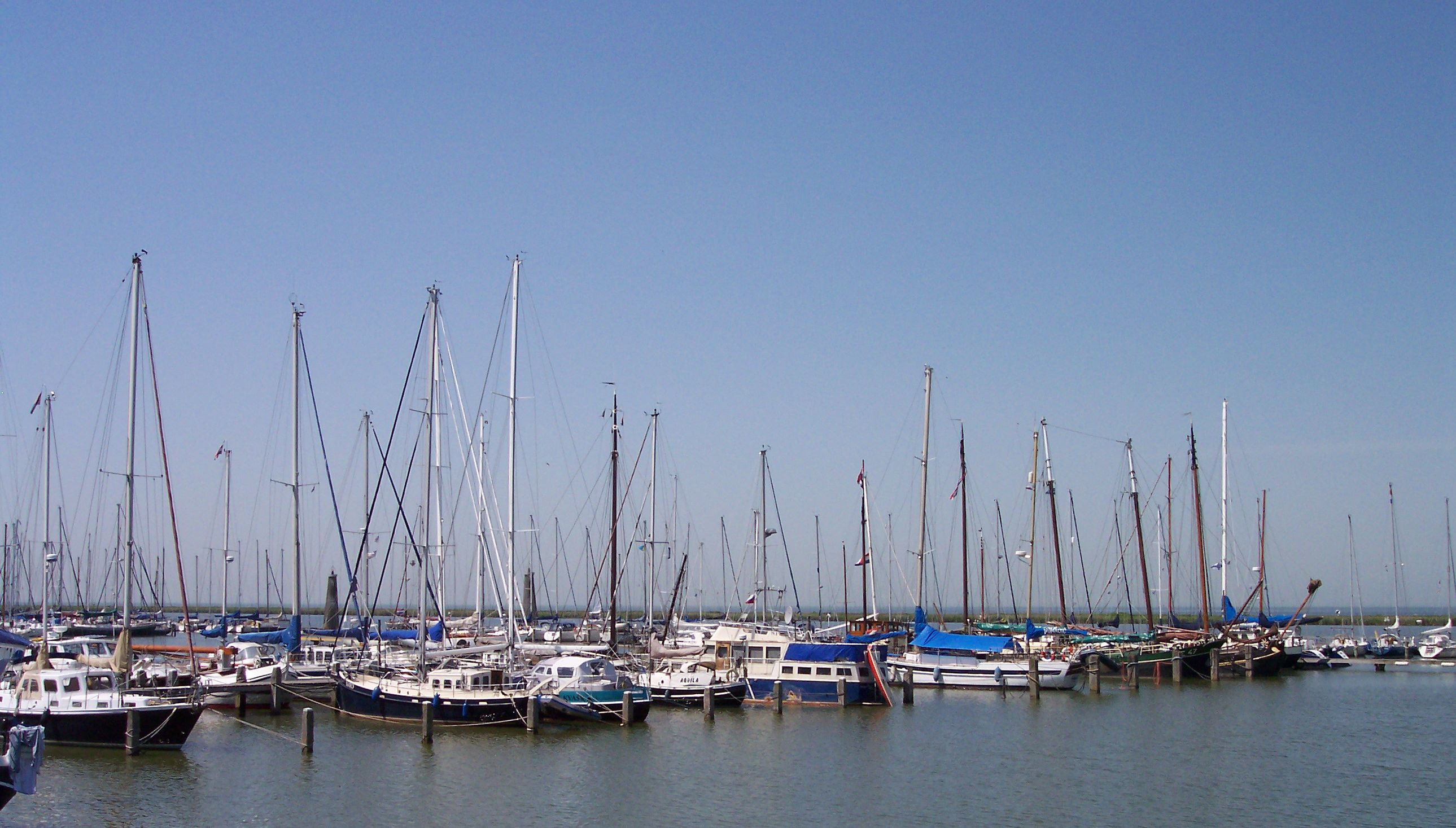
Hafen von Lelystad
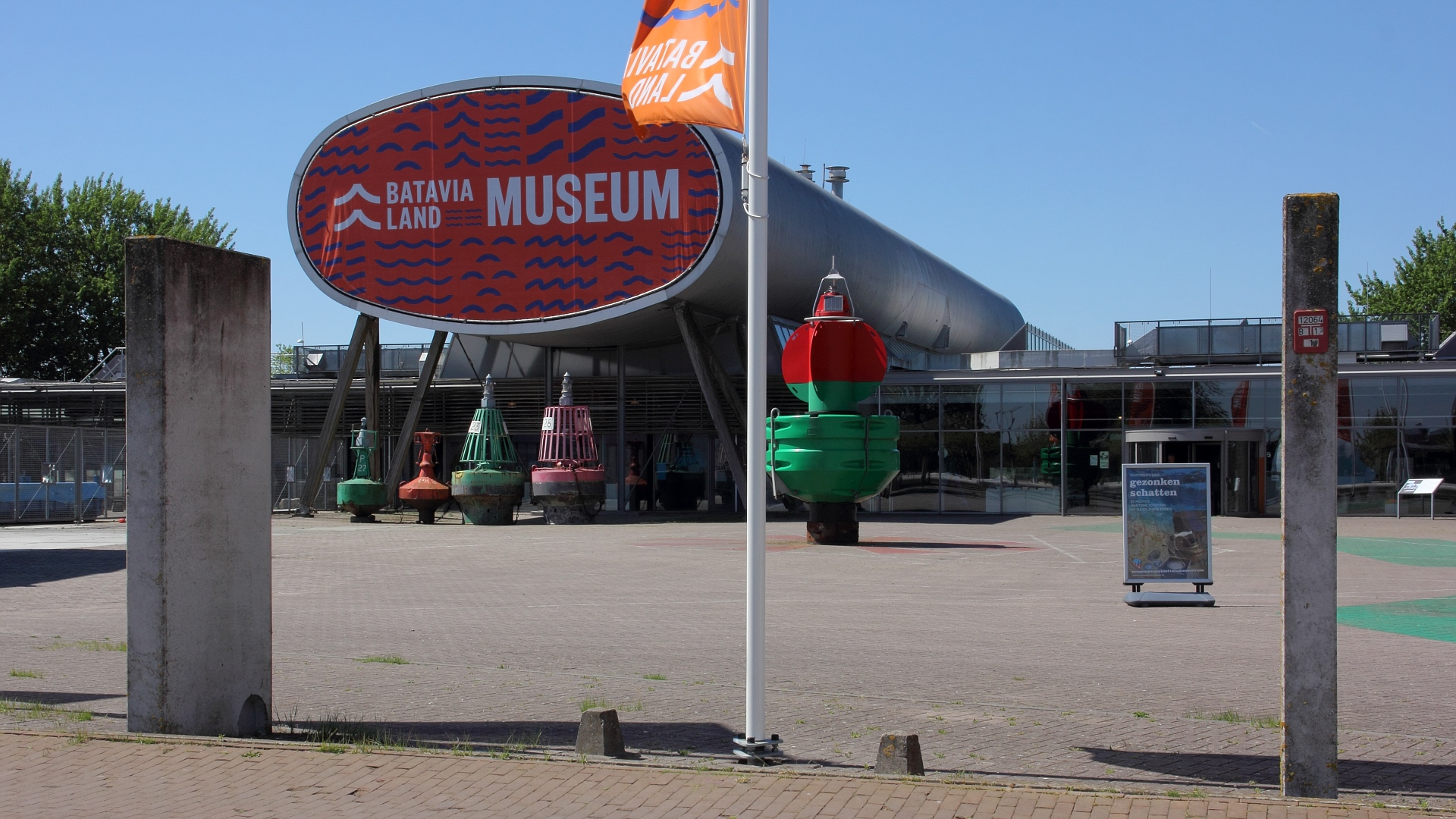
Batavialand Museum
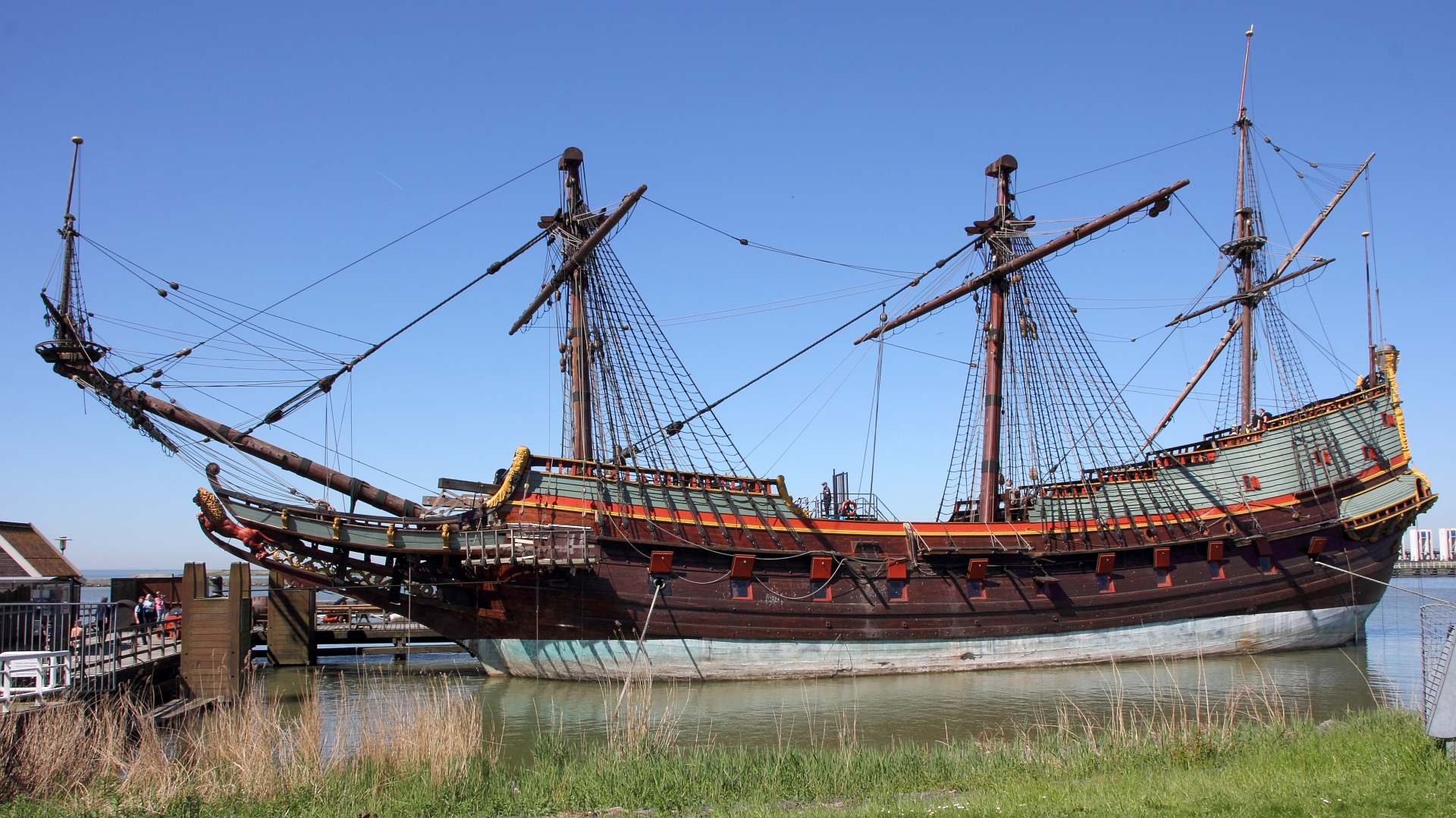
Nachbau der Batavia in Lelystad
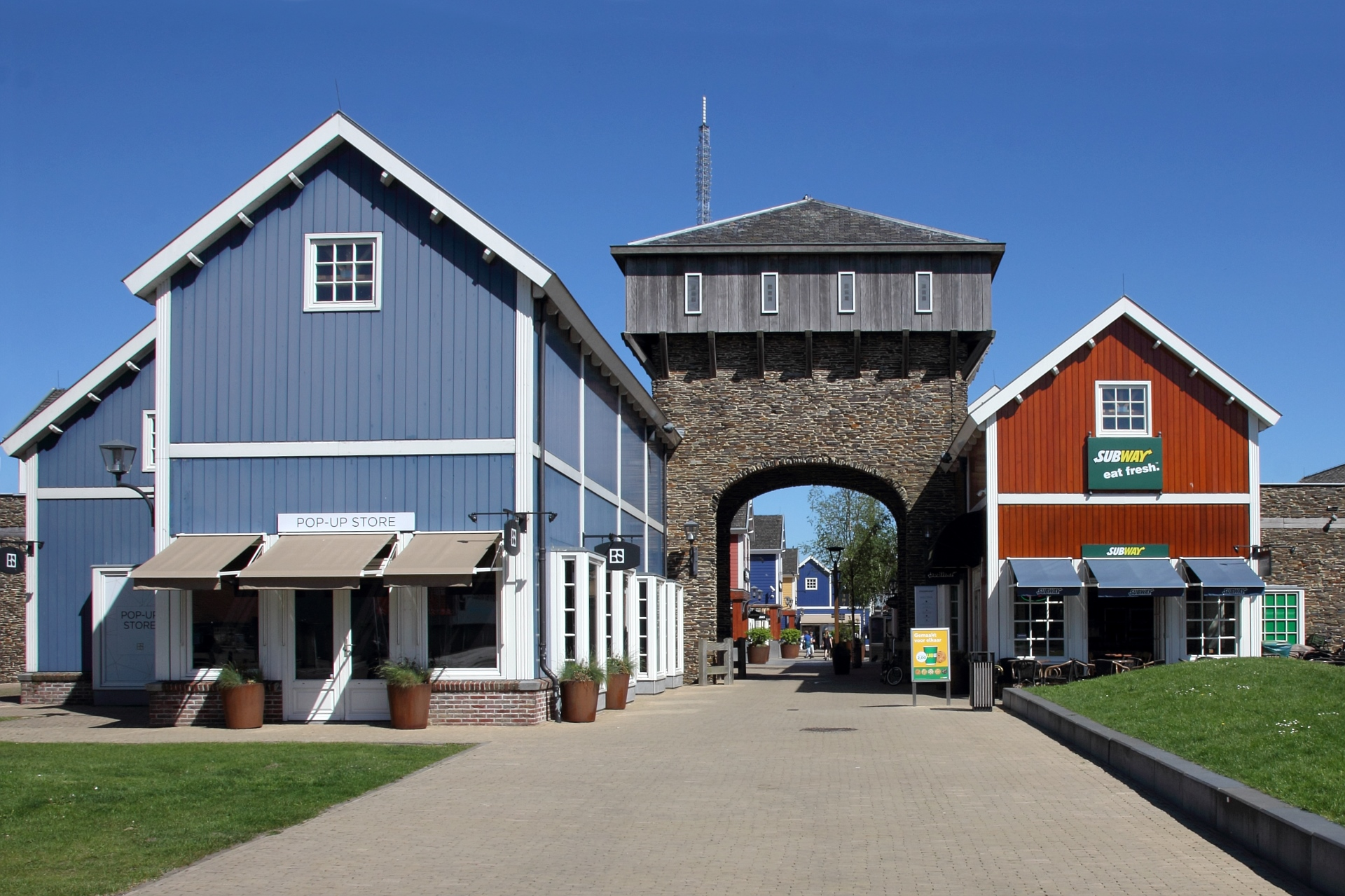
Einer der Eingänge nach Bataviastad

## Politik

### Gemeinderat
Der Gemeinderat wird seit 1982 folgendermaßen gebildet:
| Partei                      | Sitze a | Sitze a | Sitze a | Sitze a | Sitze a | Sitze a | Sitze a | Sitze a | Sitze a | Sitze a | Sitze a |
| Partei                      | 1982    | 1986    | 1990    | 1994    | 1998    | 2002    | 2006    | 2010    | 2014    | 2018    | 2022    |
| --------------------------- | ------- | ------- | ------- | ------- | ------- | ------- | ------- | ------- | ------- | ------- | ------- |
| VVD                         | 7       | 5       | 6       | 6       | 9       | 7       | 5       | 7       | 5       | 6       | 5       |
| JongLelystad                | –       | –       | –       | –       | –       | –       | –       | –       | –       | 2       | 4       |
| GroenLinks                  | –       | –       | 3       | 3       | 4       | 3       | 2       | 2       | 3       | 2       | 3       |
| ChristenUnie                | –       | –       | –       | –       | –       | 2       | 3       | 3       | 3       | 3       | 3       |
| Leefbaar Lelystad b c       | –       | –       | –       | –       | –       | 4       | 2       | 2       | 2       | 4       | 3       |
| PvdA                        | 10      | 14      | 9       | 6       | 9       | 7       | 11      | 7       | 4       | 3       | 3       |
| InwonersPartij Lelystad     | –       | –       | –       | –       | –       | 2       | 4       | 5       | 5       | 3       | 3       |
| PVV                         | –       | –       | –       | –       | –       | –       | –       | –       | –       | 3       | 3       |
| D66                         | 3       | 3       | 6       | 7       | 3       | 2       | 0       | 2       | 3       | 2       | 2       |
| Mooi Lelystad d e           | –       | –       | –       | –       | –       | –       | –       | –       | 0       | 1       | 2       |
| SP                          | –       | –       | –       | 3       | –       | 1       | 4       | 2       | 4       | 2       | 2       |
| FvD                         | –       | –       | –       | –       | –       | –       | –       | –       | –       | –       | 2       |
| CDA                         | 6       | 6       | 6       | 4       | 4       | 4       | 3       | 2       | 2       | 2       | 1       |
| Gemeente Belangen Lelystad  | –       | –       | –       | –       | –       | –       | –       | –       | –       | –       | 1       |
| DENK                        | –       | –       | –       | –       | –       | –       | –       | –       | –       | 1       | 0       |
| Forum voor de Ouderen       | –       | –       | –       | –       | –       | –       | –       | –       | –       | 1       | –       |
| Partij voor Lelystad b      | –       | –       | –       | –       | –       | –       | –       | –       | 3       | –       | –       |
| OPA Plus                    | –       | –       | –       | –       | –       | –       | –       | –       | 1       | –       | –       |
| TROTS                       | –       | –       | –       | –       | –       | –       | –       | 2       | –       | –       | –       |
| STADS-Partij c              | –       | –       | –       | –       | –       | –       | 1       | 1       | –       | –       | –       |
| Natuurwetpartij             | –       | –       | –       | 1       | 1       | 1       | –       | –       | –       | –       | –       |
| Algemeen Ouderen Verbond    | –       | –       | –       | –       | 2       | 1       | –       | –       | –       | –       | –       |
| Unie 55+                    | –       | –       | –       | –       | 2       | –       | –       | –       | –       | –       | –       |
| GPV                         | 0       | 0       | 1       | 1       | 1       | –       | –       | –       | –       | –       | –       |
| RPF                         | 0       | –       | 1       | 1       | 1       | –       | –       | –       | –       | –       | –       |
| SGP                         | –       | –       | –       | –       | 1       | –       | –       | –       | –       | –       | –       |
| Centrum Democraten          | –       | –       | –       | 2       | –       | –       | –       | –       | –       | –       | –       |
| Progressieve Aktie Lelystad | –       | 2       | –       | –       | –       | –       | –       | –       | –       | –       | –       |
| Centrumpartij               | –       | 1       | –       | –       | –       | –       | –       | –       | –       | –       | –       |
| CPN                         | 2       | –       | –       | –       | –       | –       | –       | –       | –       | –       | –       |
| PPR                         | 1       | –       | –       | –       | –       | –       | –       | –       | –       | –       | –       |
| Gesamt                      | 29      | 31      | 31      | 33      | 33      | 33      | 35      | 35      | 35      | 35      | 37      |

Anmerkungen

### Bürgermeister und Beigeordnete
In der Legislaturperiode 2018–2022 werden die Beigeordneten des Kollegiums von den Koalitionsparteien ChristenUnie, D66, InwonersPartij Lelystad, PvdA, SP und VVD gestellt. Die Koalitionsparteien sind mit jeweils einem Beigeordneten vertreten. Die neuen Beigeordneten wurden im Rahmen einer Ratssitzung am 12. Juni 2018 berufen. Folgende Personen gehören zum Kollegium und sind in folgenden Bereichen zuständig:
| Funktion         | Name                | Partei                  | Ressort | Anmerkung                                   |
| ---------------- | ------------------- | ----------------------- | --- | ------------------------------------------- |
| Bürgermeisterin  | Mieke Baltus        | CDA                     | administrative Koordination, öffentliche Ordnung und Sicherheit, Polizei und Feuerwehr, Kommunikation und Aufklärung, Gaststättenbetrieb, verwaltungstechnische Erneuerung                     | seit dem 24. Juni 2021 im Amt               |
| Beigeordnete     | Janneke Sparreboom  | VVD                     | wirtschaftliche Angelegenheiten, Koordination des Projekts Lelystad Next Level, Wohnen und Wohnungswesen, Herz der Stadt                                                                       | erste Stellvertreterin der Bürgermeisterin  |
| Beigeordnete     | Ed Rentenaar        | InwonersPartij Lelystad | Landschaftsschutz und -entwicklung, Erholung und Tourismus, kommunale Dienstleistung, Küstenentwicklung, Bataviakwartier, Tierwohl, Verkehr und Transport, Ausführung des Projekts Campus/SVOL | zweiter Stellvertreter der Bürgermeisterin  |
| Beigeordnete     | Nelly den Os        | PvdA                    | Sozialhilfegesetz, Jugendhilfe, Verwaltung öffentlichen Raumes, Personal und Organisation, Informatisierung und Automatisierung, Geschäftsführung, Digitalisierung/Informationstechnik         | dritte Stellvertreterin der Bürgermeisterin |
| Beigeordnete     | Elly van Wageningen | ChristenUnie            | integraler Ansatz im Bereich der Nachhaltigkeit, Bildung, kommunale Immobilien, Sport und Bewegung, Vitalität und Gesundheit                                                                   | vierte Stellvertreterin der Bürgermeisterin |
| Beigeordnete     | Peter Schot         | D66                     | räumlich städtische Entwicklung, Umweltgesetz, -vision und -plan, Genehmigung, externe Sicherheit, Emanzipation und Integration, Kunst und Kultur                                              | fünfter Stellvertreter der Bürgermeisterin  |
| Beigeordnete     | John van den Heuvel | SP                      | Arbeit und Einkommen, Finanzen, Armut und Schuldnerberatung, Ausführung des ICL-Beschlusses, Vollstreckung                                                                                     | sechster Stellvertreter der Bürgermeisterin |
| Gemeindesekretär | Nico Versteeg       | –                       | – | seit Mai 2011 im Amt                        |

#### Bürgermeister
Seit der Gründung der Gemeinde Lelystad am 1. Januar 1980 hatten folgende Personen das Amt des Bürgermeisters inne:
- 1980–1996: Hans Gruijters (D66)
- 1996–2006: Chris Leeuwe (PvdA)
- 2006–2016: Margreet Horselenberg (PvdA)
- 2016–2020: Ina Adema (VVD)
- 2020–2021: Henry Meijdam (VVD)
- 2021–0000: Mieke Baltus (CDA)
- 2023–2024: Ineke Bakker (VVD)

## Verkehr
Die Stadt ist durch die niederländische Autobahn A 6 von Amsterdam über Almere und Lelystad nach Emmeloord an das Autobahnnetz der Niederlande angebunden. Für den Ost-West-Verkehr war eine A72 geplant, aber dieses Projekt wurde nie realisiert. Ein Stück Natur ist noch immer danach benannt: Het Zand A72.
Auch durch den Provinciale weg 302 (Lelystad–Harderwijk) und die Provinciale wegen N 307 (von Zwaag – Enkhuizen) und N 309 über Dronten und Kampen nach Zwolle ist sie an das Fernstraßennetz angeschlossen.
Es gibt eine Eisenbahnverbindung Richtung Almere–Amsterdam und Almere–Utrecht. Von 2007 bis 2012 wurde an der Verbindung Lelystad–Kampen–Zwolle gebaut. Seit der Inbetriebnahme der Hanzelijn am 9. Dezember 2012 ist Lelystad Centrum nicht mehr der Endbahnhof der Flevolijn. Es gab Pläne für eine neue Schnellverbindung von Amsterdam in den Norden der Niederlande. Sie würde Lelystad über Emmeloord mit Friesland und Groningen verbinden. Diese Planung wurde aber 2006 durch die Regierung verworfen.
Neben dem Stadtbus und den ortsverbindenden regionalen Buslinien gibt es eine Schnellbusverbindung nach Emmeloord–Joure–Groningen (Interliner).
Bis 2019 war der wenige Kilometer südlich der Stadt gelegene Flughafen Lelystad nur für Privatflugzeuge ausgerüstet. Der Flughafen wurde als Charterflughafen umgestaltet und soll zukünftig zur Entlastung für den internationalen Flughafen Amsterdam Schiphol dienen. Die für April 2020 geplante Eröffnung verzögert sich jedoch aufgrund von Problemen mit Abgaskontingenten.
Für kurze Zeit gab es eine Fährverbindung zwischen Lelystad und Amsterdam.
Besondere Erwähnung verdient das Konzept der getrennten Verkehrswege; das umfangreiche Rad- und Fußwegenetz in Lelystad ist von den Straßen für den Kraftverkehr weitgehend räumlich getrennt. Erst unmittelbar in den verkehrsberuhigten Bereichen, z. B. den Wohngebieten, sind die getrennten Verkehrswege zusammengeführt.

## Fußball
Lelystad hat drei Fußballklubs:
- VV Unicum
- SV Batavia
- SV Lelystad

## Religionen
Lelystad ist in religiöser Hinsicht sehr vielfältig. Aufsehen erregte die Stadt mit ihrem TM-Siddha-Dorf. Lelystad hat eine sehr schnell wachsende evangelikale Gemeinde, De Pijler. Die katholische Kirche in Lelystad ist die einzige mit einem Kirchturm. Dieser wurde durch die Stadtgemeinde finanziert, die Kirche hat symbolisch einen Gulden dafür gezahlt. Die Gemeinde der Protestantischen Kirche in den Niederlanden hat eine Partnerschaft mit der evangelischen Kirche von Essen. Die Baptistengemeinde hat eine Partnerschaft mit der Baptistengemeinde in Wien-Essling. Außerdem gibt es noch verschiedene reformierte Kirchen, evangelikale Gemeinden und die Heilsarmee.
Lelystad hat drei Moscheen, eine ist von surinamischer Prägung, eine von türkischer und eine von marokkanischer Prägung.

## Wirtschaft
Ortsansässige Unternehmen
- Batavia Stad, ein Mode-Outlet-Center
- Donkervoort, Erbauer von Lotus-Sportwagen-Nachbauten
- Giant (Fahrradhersteller)
- McCain (Nahrungsmittelproduzent)

## Söhne und Töchter der Stadt
- Charles Zwolsman junior (* 1979), Autorennfahrer
- Boy Waterman (* 1984), Fußballspieler
- Daan Brandenburg (* 1987), Schachspieler
- Nathaniel Will (* 1989), Fußballspieler
- Shayne Pattynama (* 1998), niederländisch-indonesischer Fußballspieler
- Devyne Rensch (* 2003), Fußballspieler